# Široký potok (přítok Ohře)
Široký potok je drobný vodní tok v Krušných horách v okrese Chomutov. Je dlouhý 6,7 km, plocha jeho povodí měří 10,3 km² a průměrný průtok v ústí je 0,08 m³/s. Správcem toku je státní podnik Povodí Ohře.
Potok pramení na jižním úbočí Podmileské výšiny v nadmořské výšce 820 metrů východně od železniční zastávky Měděnec na trati Chomutov–Vejprty. Jeho dvě zdrojnice se stékají pod silnicí III/22316, odkud potok teče směrem na jih. Po pravé straně míjí Ski areál Alšovka a na druhém břehu chatovou osadu na místě zaniklé vesnice Venkov. V Klášterci nad Ohří potok protéká zámeckým parkem a na jižním okraji města se v nadmořské výšce 290 metrů vlévá zleva do Ohře. Údolím potoka vede modře značená turistická trasa z Klášterce nad Ohří k železniční zastávce Měděnec.
| N             | 1   | 2   | 5   | 10  | 20   | 50 | 100 |
| ------------- | --- | --- | --- | --- | ---- | -- | --- |
| Průtok (m³/s) | 4,1 | 5,7 | 7,9 | 9,6 | 11,4 | 14 | 16  |